# Лхакі Долма
Лхакі Долма — бутанська акторка, сценаристка, режисерка, продюсерка та політична діячка, з травня 2018 року є членом Національної ради Бутану.

## Освіта
Лхакі Долма навчалася в школі культурних та релігійних досліджень Семтоха Рігчжунг. Здобула ступінь бакалавра мови та культури в Коледжі досліджень мови та культури при Королівському університеті Бутану, також ступінь PG з управління розвитком при Королівському інституті менеджменту (RIM) у Тхімпху.

## Кар'єра в кіно
Зіграла у 18 фільмах у кар'єрі, яку розпочала під час навчання у середній школі — виконала головну роль у фільмі Чепай-Бху (Коханий син). Її участь у Чепай-Бху забезпечила їй нагороду як найкращій акторці на першій Національній кінопремії 2002 року. Відтоді вона була однією з найбільш затребуваних артисток у Бутані.

## Державна служба
Лхакі Долма успішно склала іспити з відбору на державну службу та продовжила роботу з Міністерством сільського господарства та лісів. Влаштування на роботу в уряді — мрія найбільш освіченого бутанця. Однак вона пішла у відставку з уряду через три роки, щоб продовжити кінокар'єру й відновила акторське життя, а також почала писати сценарії, зайнялась продюсуванням та режисурою художніх фільмів.

## Політична кар'єра
Під час виборів 2018 року всі політичні партії хотіли бачити Долму в своїх списках через її популярність. Однак вона обрала безпартійну Національну раду — верхню палату парламенту, яка представляла її рідний округ Пунаха. Вона перемогла вісім конкурентів — досвідчених політиків та новачків.  
Лхакі Долма дуже близька до свого домашнього виборчого округу і часто відвідує виборців, завдяки близькості до столиці міста Тхімпху, де вона має офіс з іншими парламентарями.  
Вона є однією з чотирьох жінок серед членів Національної ради Бутану скликання 2018 і однією з двох жінок, які стали депутатками цього скликання в результаті виборів 10 травня 2018 року. Другою вибраною членкинею є Сонам Пелзом від дзонгхагу Монгар.

## Особисте життя
Лхакі Долма глибоко релігійна і сувора вегетаріанка. Одружена, має двох дочок та сина.

## Фільмографія
| Рік (и)  | Назва                   | Примітки                                                                  | Реф   |
| -------- | ----------------------- | ------------------------------------------------------------------------- | ----- |
| 2001 рік | Чепай Бу                | Дебютний фільм (найкраща актриса на Національних кінопреміях)             | [ 4 ] |
| 2006 рік | Ейчунг Лхамо            |                                                                           |       |
| 2008 рік | Седай                   | Найкраща акторка Національних кінопремій                                  |       |
| 2009 рік | Бардо                   |                                                                           |       |
| 2009 рік | Ша Да Да Сімо           | Продюсерка фільму (кращий фільм на Національних кінопреміях)              |       |
| 2010 рік | Yee Thro Lhamo          |                                                                           |       |
| 2012 рік | Lue Dang Sem            | Продюсерка фільму (кращий сценарист-автор лірики Національних кінопремій) |       |
| 2012 рік | Са-Да Нам               |                                                                           |       |
| 2014 рік | Choegyal Drimed Kuenden |                                                                           |       |
| 2016 рік | Лекзін                  |                                                                           |       |
| 2016 рік | Хум Чевай Замлінг       | Останній фільм                                                            |       |